# Michael Feinstein Sings the Burton Lane Songbook, Vol. 1
| Críticas profissionais | Críticas profissionais |
| Avaliações da crítica  | Avaliações da crítica  |
| Fonte                  | Avaliação              |
| ---------------------- | ---------------------- |
| Allmusic               | [ 1 ]                  |

Michael Feinstein Sings the Burton Lane Songbook, Vol. 1 é um álbum de 1990, gravado pelo compositor e pianista norte-americano Michael Feinstein com acompanhamento do compositor e letrista Burton Lane no piano que lançou sua música de estreia "Applause, Applause". Feinstein também estreou duas novas composições de Lane, "I Can Hardly Wait" (letra de Alan e Marilyn Bergman) e "And Suddenly It's Christmas" (letra de Ervin Drake). Este álbum marcou o início formal de sua série "Songbook". 
O Volume 2 do álbum foi lançado em 1992.

## Faixas
Todas as músicas compostas por Burton Lane, letristas indicados.
1. "Applause, Applause!" (Ira Gershwin / Burton Lane) - 1:59
2. "Dancing on a Dime" (Frank Loesser) - 3:56
3. Songs from Babes on Broadway:
  - "Babes on Broadway" (Ralph Freed) - 1:20
  - "Anything Can Happen in New York (and Play)" (E.Y. "Yip" Harburg) - 3:35
  - "How About You?" (Freed) - 3:11
  - "Babes on Broadway (Reprise)" (Freed) - 1:03
4. "I Can Hardly Wait" (Alan Bergman / Marilyn Bergman) - 2:44
5. "How Could You Believe Me When I Said I Love You When You Know I've Be" (Alan Jay Lerner) - 2:29
6. "And Suddenly It's Christmas" (Ervin Drake) - 2:47
7. "Too Late Now" (Lerner) - 3:25
8. "You're All the World to Me" (Lerner) - 2:39
9. "Moments Like This" (Loesser) - 3:22
10. "How'dja Like to Love Me?" (Loesser) - 2:40
11. "One More Walk Around the Garden" (Lerner) - 3:14
12. "In Our United States" (Gershwin) - 3:29
13. Songs from Finian's Rainbow:
  - "How Are Things in Glocca Morra?" (Harburg) - 2:45
  - "Old Devil Moon" (Harburg) - 3:14
  - "When I'm Not Near the Girl I Love" (Harburg) - 3:04
  - "Look to the Rainbow" (Harburg) - 3:27
  - "If This Isn't Love" (Harburg) - 2:11